# سان مارتن دي بونايتشيس
بلدية سان مارتن دي بونايتشيس (بالإسبانية: San Martín de Boniches)‏، هي إحدى بلديات مقاطعة قونكة إحدى مقاطعات إسبانيا، و التي تقع في منطقة قشتالة لا منتشا وسط البلاد, و المائلة لجهة الشرق من إسبانيا.
يبلغ عدد سكانها 96 نسمة وفقاً لإحصائية سنة (2007).